# Банкротство Детройта

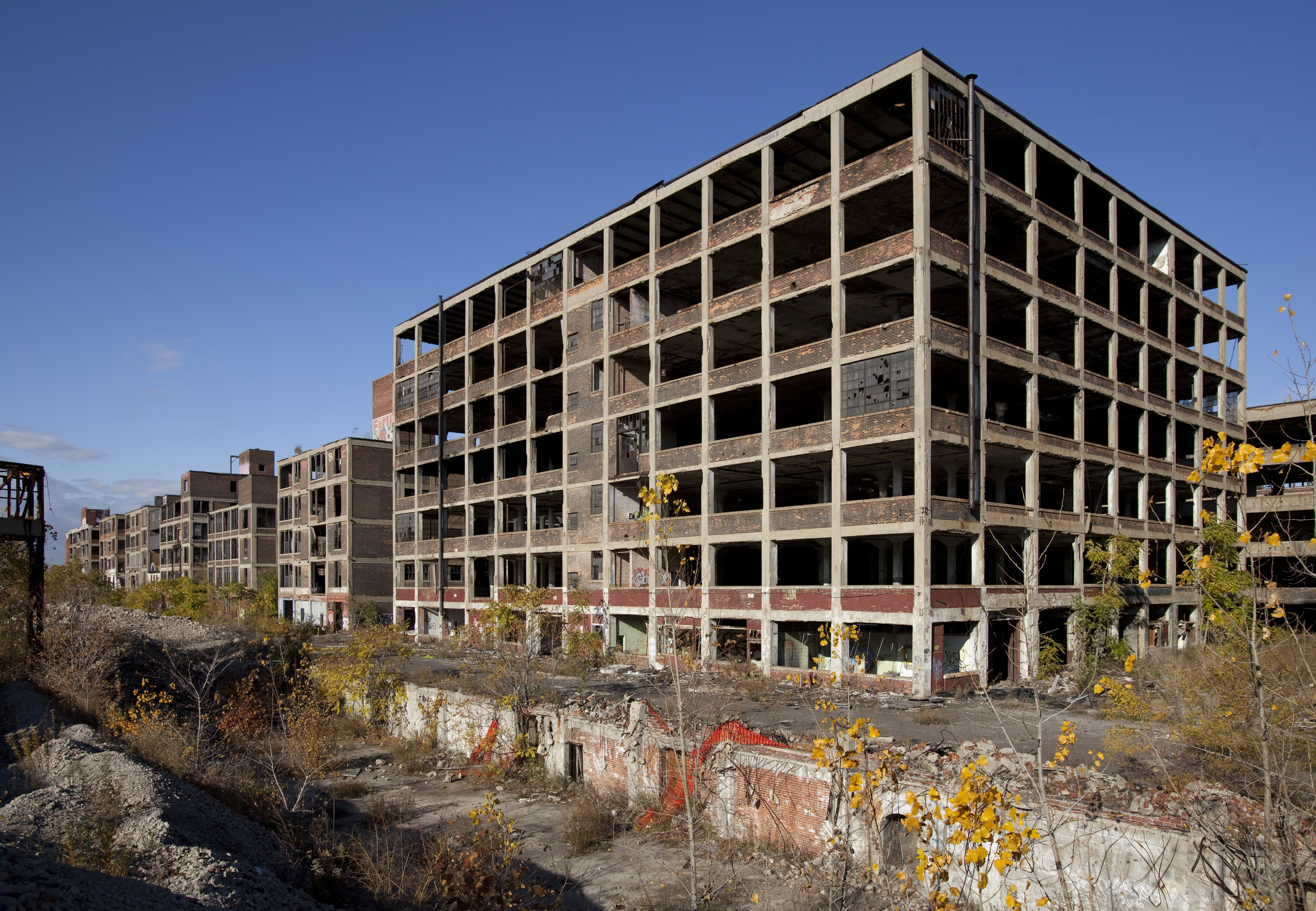
Развалины заброшенных цехов автомобильного завода Packard в Детройте

Заявление о признании Детройта банкротом было подано 18 июля 2013 года. По оценкам экспертов, это станет крупнейшим муниципальным банкротством в истории США. Задолженность и бюджетный дефицит Детройта превышают порядка 18-20 миллиардов долларов, основными кредиторами являются пенсионные фонды, страховые компании, осуществляющие медицинское страхование, и профсоюзы, представляющие интересы городских служащих.
Городские власти Детройта подали на банкротство на основании Главы 9 Раздела 11 Кодекса США, регулирующей вопросы муниципального банкротства. Детройт является крупнейшим по численности населения городом в США, подавшим на банкротство, до этого таким считался Стоктон, штат Калифорния, объявивший себя банкротом в 2012 году. При этом население Детройта сократилось с пикового значения в 1,8 миллиона в 1950 году до 700 000 человек в 2013 году, которое проживает в настоящее время среди десятков тысяч заброшенных зданий, пустырей и неосвещённых улиц.
Тяжелая финансовая ситуация для Детройта, близкая к банкротству, начала складываться с начала 2013 года, тогда же губернатор штата Мичиган Рик Снайдер назначил антикризисного управляющего Детройта Кевина Орра, до этого спасшего от банкротства автомобильный концерн Chrysler. Несмотря на это, попытки Кевина Орра договориться с основными кредиторами о реструктуризации задолженности окончились неудачно, после чего он вынужден был с разрешения губернатора подать на банкротство.
19 июля 2013 года судья Розмари Акуилина Тридцатого окружного суда Мичигана в Лансинге постановила, что введение процедуры банкротства Детройта в данной ситуации нарушает статью IX раздела 24 Конституции Мичигана, поскольку может нанести ущерб пенсионным накоплениям граждан, и предписала губернатору Рику Снайдеру незамедлительно отозвать заявление о банкротстве. 23 июля 2013 года Апелляционный суд Мичигана оставил решение окружного суда в силе. 24 июля 2013 года антикризисный управляющий обратился в Федеральный суд по делам о несостоятельности (банкротству); 3 декабря 2013 года суд признал Детройт банкротом с общей суммой задолженности 18,5 млрд $..

## Известные случаи муниципального банкротства в США
- Бриджпорт, штат Коннектикут — 1991 год;
- Округ Ориндж, Калифорния — 1994 год[12];
- Вальехо, Калифорния — 2008 год[13];
- Округ Джефферсон, штат Алабама — 2011 год[12];
- Стоктон, Калифорния — 2012 год[14];
- Сан-Бернардино, Калифорния — 2012 год[15].
- Хиллвью, Кентукки — 2015 год[16]